# Woman Worldwide
Woman Worldwide es el álbum de remixes del dúo francés de música electrónica Justice, lanzado el 24 de agosto de 2018 por los sellos discográficos Ed Banger Records y Because Music. Se describe a sí mismo como el festejo de los "10 años de Justice", el álbum contiene varias canciones de su repertorio mezcladas entre sí y fueron grabadas en forma similar como el dúo las interpretaba en su gira.

## Desarrollo y Producción
Justice inició el proyecto de la gira en junio de 2016 y decidieron nombrarla como Woman Worldwide. El álbum incorpora varios temas de su discografía. El dúo seleccionó las canciones más populares y emblemáticas de su repertorio (incluyendo algunas canciones del álbum Woman) y las modificaron tanto en tempo y clave para así poder interpretarlas entre sí durante la gira. Mientras aún el setlist estaba en proceso de preproducción, la banda lo ensayó varios meses. La banda mencionó que ensayaron su material de dos a cinco horas todos los días.
El álbum fue anunciado el 10 de mayo de 2018 después de su presentación en la conferencia de Google I/O en Mountain View, CA. y también mencionaron el lanzamiento de la canción "Stop" (remezclada para el álbum) como su primer sencillo  el cual había sido publicado el 7 de mayo de 2018 junto con un videoclip subido en su cuenta de YouTube. "D.A.N.C.E." x "Fire" x "Safe and Sound" fue publicado el 22 de junio de 2018. El tercer sencillo, "Randy" (WWW), fue lanzado el 6 de julio de 2018. "Chorus (WWW)", fue el cuarto sencillo en ser publicado el 16 de agosto de 2018. El álbum fue lanzado el 24 de agosto de 2018, y se ubicó en buenos lugares en las listas británicas y estadounidenses, obteniendo la posiciones 6 y 22 respectivamente. También se posicionó en las listas francesas, logrando el puesto 10, así como en otros países europeos.

## Crítica
El álbum recibió en general críticas favorables. En Metacritic, que asigna una puntuación estándar de 100 basándose en reseñas de publicaciones convencionales, el álbum fue calificado con una calificación de 69, basado en 9 reseñas.
El álbum recibió un Premio Grammy por Mejor álbum dance/electrónico en la  61° Entrega de los Premios Grammy.

## Lista de Canciones
Todas las canciones llevan "(WWW)" en el título.
| N.º | Título                                                 | Duración |  |
| 1.  | «Safe and Sound»                                       | 7:32     |  |
| 2.  | «D.A.N.C.E.»                                           | 3:16     |  |
| 3.  | «Canon x Love S.O.S.»                                  | 4:47     |  |
| 4.  | «Genesis x Phantom»                                    | 4:45     |  |
| 5.  | «Pleasure x Newjack" x Civilization»                   | 5:38     |  |
| 6.  | «Heavy Metal x DVNO»                                   | 4:43     |  |
| 7.  | «Stress»                                               | 5:48     |  |
| 8.  | «Love S.O.S.»                                          | 4:45     |  |
| 9.  | «Alakazam ! x Fire»                                    | 6:09     |  |
| 10. | «Waters of Nazareth x We Are Your Friends x Phantom 2» | 6:31     |  |
| 11. | «Chorus»                                               | 6:04     |  |
| 12. | «Audio, Video, Disco»                                  | 6:17     |  |
| 13. | «Stop»                                                 | 4:26     |  |
| 14. | «Randy»                                                | 7:33     |  |
| 15. | «D.A.N.C.E. x Fire x Safe and Sound»                   | 6:22     |  |

## Personal
- Gaspard Augé – producción
- Xavier de Rosnay – producción
- Thomas Jumin – diseño[20]

## Premios
| Asociación     | Año  | Categoría                     | Resultado |
| -------------- | ---- | ----------------------------- | --------- |
| Premios Grammy | 2019 | Mejor álbum dance/electrónico | Ganador   |

## Charts
| Chart (2018)                             | Peak position |
| ---------------------------------------- | ------------- |
| Austria (Ö3 Austria)                     | 38            |
| Bélgica (Ultratop valona)                | 37            |
| Países Bajos (Album Top 100)             | 169           |
| Alemania (Media Control Charts)          | 48            |
| España (PROMUSICAE)                      | 22            |
| Suiza (Schweizer Hitparade)              | 29            |
| Reino Unido (UK Dance Albums)            | 6             |
| Estados Unidos (Dance/Electronic Albums) | 22            |

## Lanzamientos
| Región | Fecha                | Formato          | Sello     | Ref.   |
| ------ | -------------------- | ---------------- | --------- | ------ |
| Varios | 24 de agosto de 2018 | Descarga digital | Ed Banger | [ 29 ] |
| Varios | 24 de agosto de 2018 | CD               | Ed Banger | [ 30 ] |
| Varios | 24 de agosto de 2018 | Vinilo           | Ed Banger | [ 31 ] |